# Nastus rudimentifer
Nastus rudimentifer är en gräsart som beskrevs av Richard Eric Holttum. Nastus rudimentifer ingår i släktet Nastus och familjen gräs. Inga underarter finns listade i Catalogue of Life.